# بوسيدونيوس
بوسيدونيوس (135 ق.م - 51 ق.م) (باليونانية Ποσειδώνιος) مؤرخ وفيلسوف وجغرافي يوناني ولد في مدينة أفاميا على نهر العاصي في سوريا، وتوفي في روما. كان مشهورًا بأنه أعظم فيلسوف في عصره ولا زالت أعماله ومؤلفاته الكثيرة موجودة حتى اليوم على شكل أجزاء متفرقة. أسّس مدرسة في رودس، وسافر إلى روما وشمال أفريقيا. كان من طلاّبه بومبيوس، القائد الرومانيّ، وشيشرون خطيب روما. ترك المقالات العديدة منها مقال عن النفس وآخر عن الآلهة.
قيل أنه أعاد حساب محيط الأرض بنفس الطريقة التي قام بها إراتوستينس بعد 150 عام من قيام إراتوستينس بها.

## طفولته
وُلد بوسيدونيوس الملقب بـ «الرياضي» لعائلة يونانية كانت تعيش في مدينة أفاميا، المدينة الهلنستية على نهر العاصي في شمال سوريا. أكمل بوسيدونيوس تعليمه العالي في أثينا، حيث كان طالبًا عند الفيلسوف بانتيوس رئيس مدرسة الفلسفة الهلنستية (الرواقية). ولكن سرعان ما دخل في صراع مع المذاهب الرواقية وشارك في مناقشات ساخنة مع العديد من الفلاسفة الرواقيين الآخرين في المدرسة.
وقد ذكر جالينوس الحوادث المتعلقة بصراع بوسيدونيوس وانشقاقه عن الرواقيين في كتابه «مذاهب أفلاطون وأبقراط». في النهاية تخلى بوسيدونيوس عن الرواقية وتحول إلى اتجاه فلسفي مختلف (وهو مذهب أرسطو)، حيث بقي تابعًا مخلصًا لمذاهب أرسطو حتى وفاته.
في عام 95 قبل الميلاد استقر في جزيرة رودس، وهي جزيرة بحرية كانت تشتهر بالبحث العلمي، وأصبح مواطنًا.

## روابط خارجية
- بوسيدونيوس على موقع الموسوعة البريطانية (الإنجليزية)